# Brooklyn Eagle

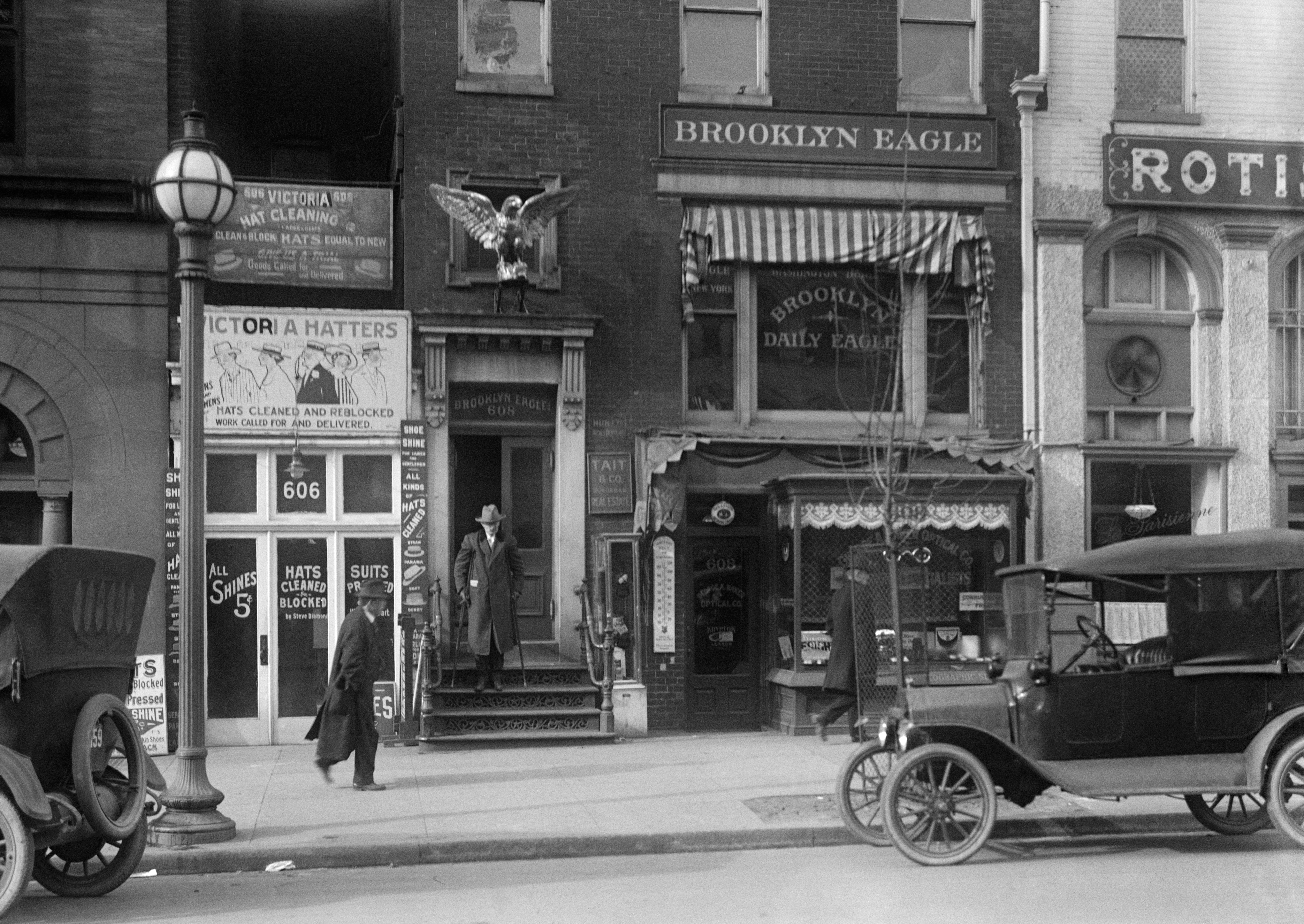
Oficina del Brooklyn Eagle en Washington, vista de la fachada del edificio, fotografía de 1916.

The Brooklyn Eagle, también llamado The Brooklyn Daily Eagle, fue un periódico diario publicado en Brooklyn (Nueva York) desde el 26 de octubre de 1841 hasta el 16 de marzo de 1955, continuador de otro diario anterior bajo el mismo nombre. Fue en algunos momentos el periódico de la tarde más popular en los Estados Unidos.
Walt Whitman fue su editor durante dos años. Durante la Guerra de Secesión dio su apoyo al Partido Demócrata de Estados Unidos; por tal motivo, sus ventajas postales le fueron revocadas mediante una carta falsificada supuestamente enviada por el presidente Lincoln. El Eagle jugó un importante papel en la configuración de la identidad cívica de Brooklyn, incluso después de la que la ciudad una vez independiente pasara a formar parte de la ciudad de Nueva York en 1898. Entre los editores del Eagle se encuentran Walt Whitman, Thomas Kinsella, St. Clair McKelway, Cleveland Rogers, Frank D. Schroth, y Charles Montgomery Skinner. El original Eagle dejó de publicarse tras una prolongada huelga del Newspaper Guild. El periódico tuvo aún una nueva época de publicación entre 1960 y 1963.
La biblioteca pública de Brooklyn mantiene un archivo en línea del Eagle  desde 1902.

## El nuevoBrooklyn Daily Eagle
Cuando el Eagle original dejó de publicarse en 1955, empezó a publicarse The Brooklyn Daily Bulletin. En 1996 se fusionó con un nuevamente resucitado Brooklyn Daily Eagle, y empezó la publicación de un periódico matutino con ediciones cinco días a la semana con el nombre de The Brooklyn Daily Eagle, pasando a ser el único diario de Brooklyn. En homenaje al original Eagle publica un artículo diario llamado On This Day in History, (El día de hoy en la historia) elaborado en base al material del Eagle original. Se publica por J. Dozier Hasty bajo los auspicios de "Everything Brooklyn Media". La plantilla editorial del Eagle ha crecido hasta los 25 periodistas a tiempo completo, escritores y fotógrafos. Esto ha permitido un incremento de las noticias locales originales y de las fotos que documentan las noticias.
Su cobertura ha crecido para incluir la sección de Bay Ridge, en la que semanalmente, se publica una versión bajo el nombre de "The Bay Ridge Eagle".
Su mascota es "Eddie the Eagle".

## El caso de la moneda hueca
El 22 de junio de 1953, a un vendedor de periódicos, distribuyendo el Brooklyn Eagle en el edificio de apartamentos de 3403 Foster Avenue en Brooklyn, le pagaron con una moneda que le pareció curiosa. Cuando la hizo sonar contra el suelo, la moneda se abrió y dentro contenía un microfilm, el cual mostraba una serie de números. Lo comunicó a la policía de Nueva York, que en dos días trasladó la información a un agente del FBI. Pero no fue hasta que un agente de la KGB, Reino Häyhänen, se entregó en mayo de 1957, que el FBI no fue capaz de vincular la moneda a los agentes de la KGB, incluyendo a Vilyam Genrikhovich Fisher (también conocido como Rudolph Ivanovich Abel). El mensaje descifrado de la moneda no tenía valor, ya que era un mensaje personal de bienvenida a Häyhänen emitido por la KGB de Moscú dándole la bienvenida a los Estados Unidos.